# Latitudes (Fénelon)
Pour les articles homonymes, voir latitude (homonymie).
Latitudes pour clarinette solo et ensemble de quatorze instruments à vent est une composition de Philippe Fénelon en 1981.
La piece est créée le 21 septembre 1981 au Théâtre musical de Paris par l'Ensemble intercontemporain dirigé par Peter Eötvös et Michel Arrignon, clarinette et dédicataire.

« Latitudes pour clarinette solo et instruments à vent confronte un soliste à un groupe d'instruments à vent (bois et cuivres). La pièce est organisée en trois parties qui développent respectivement les procédés d'alternance, d'isolement et d'assimilation. L'architecture s'organise autour de deux grandes structures libres où tous les éléments précédemment entendus se superposent brusquement. Elles sont le point de départ de tous les commentaires et le relais entre chaque partie. Tout au long de l'oeuvre, la voix soliste surgit comme un cri au-dessus de l'ensemble. Elle répond en écho à ces vagues presque incertaines de sons, qui luttent contre elle jusqu'à l'isoler, mettant ainsi en échec la liberté et la distance qui la sépare d'eux, c'est-à-dire sa latitude... »

— Philippe Fénelon
La partition n'est pas éditée.

## Orchestration
L'effectif pour exécuter la pièce est le suivant:
- soliste : clarinette,
- 2 flûtes (aussi 2 flûtes piccolos),
- 2 hautbois (aussi cor anglais),
- 2 clarinettes (aussi petite clarinette en mi bémol, clarinette basse),
- 2 bassons,
- 2 cors,
- 2 trompettes,
- 2 trombones ténor-basse.